# Koper(I)bromide
Koper(I)bromide is een anorganische verbinding van koper en broom, met als brutoformule CuBr. De stof komt voor als een diamagnetisch groen poeder, dat slecht oplosbaar is in water. Het heeft een kristalstructuur die veel lijkt op die van zinksulfide. De stof wordt veel toegepast in de organische synthese.

## Synthese
De stof zelf is kleurloos, maar monsters van de stof hebben ten gevolge van sporen koper(II)verbindingen vaak wel een kleur. Het koper(I)ion wordt aan de lucht gemakkelijk geoxideerd. Koper(I)bromide wordt meestal bereid via de reductie van koper(II)-verbindingen met behulp van sulfiet, in aanwezigheid van een bromide. Zo wordt bij de reductie van koper(II)bromide met sulfiet koper(I)bromide verkregen, samen met waterstofbromide:
{\displaystyle {\ce {2CuBr2 + SO3^2- + H2O -> 2CuBr + SO4^2- + 2HBr}}}

## Structuur en eigenschappen
Koper(I)bromide is door zijn polymere structuur vrijwel onoplosbaar in de meeste oplosmiddelen. Deze structuur is het gevolg van de tetraëdrische omringing van koper door de bromideliganden, waarmee de structuur van zinksulfide benaderd wordt. Als koper(I)bromide met lewiszuren behandeld wordt, ontstaan moleculaire adducten. Een voorbeeld is de vorming van een kleurloos complex met dimethylsulfide:
{\displaystyle {\ce {CuBr + S(CH3)2 -> CuBr[S(CH3)2]}}}
In deze coördinatieverbinding draagt koper het coördinatiegetal 2, de liganden vormen met het koperatoom een lineaire verbinding. Met andere zachte liganden worden vergelijkbare complexen gevormd. Zo wordt met trifenylfosfine het complex CuBr(P(C6H5)3) gevormd. De structuur van deze laatste stof is evenwel complexer dan die met dimethylsulfide.

## Toepassingen in de organische chemie
In de Sandmeyer-reactie wordt CuBr toegepast om diazoniumzouten om te zetten in de overeenkomstige arylbromiden:
{\displaystyle {\ce {ArN2+ + CuBr -> ArBr + N2 + Cu+}}}
Het al eerder genoemde complex met dimethylsulfide wordt veel gebruikt in de synthese van organokoperverbindingen. Verwante complexen van koper(I)bromide worden ingezet als katalysator voor atoomtransfer radicalaire polymerisaties (ATRP) of door kopergekatalyseerde cross-dehydrogenatieve koppelingen.